# Baudolino
Baudolino este un roman scris de scriitorul, semioticianul și filozoful italian Umberto Eco și apărut în anul 2000.